# Vancouver Challenger
Il Vancouver Challenger è stato un torneo professionistico di tennis giocato su campi in cemento indoor. Faceva parte dell'ATP Challenger Series. Si giocava annualmente a Vancouver in Canada.

## Albo d'oro

### Singolare
| Anno       | Campione      | Finalista       | Punteggio     |
| ---------- | ------------- | --------------- | ------------- |
| 1987       | Grant Connell | Alexander Mronz | 7–6, 6–1      |
| 1988- 1992 | Non disputato | Non disputato   | Non disputato |
| 1993       | Kenny Thorne  | Albert Chang    | 6–3, 6–3      |

### Doppio
| Anno       | Campioni                       | Finalisti                         | Punteggio     |
| ---------- | ------------------------------ | --------------------------------- | ------------- |
| 1987       | Grant Connell Glenn Michibata  | Josef Brabenec Tony Macken        | 6–4, 6–2      |
| 1988- 1992 | Non disputato                  | Non disputato                     | Non disputato |
| 1993       | Ellis Ferreira Richard Schmidt | Richard Matuszewski John Sullivan | 7–5, 4–6, 6–3 |